# チェルノモレツ (ブルガリア)
チェルノモレツ（ブルガリア語: Черномо̀рец, ラテン文字転写: Chernomorets）は、ブルガリア南東部の黒海沿岸にある町。リゾート地として人気がある。
州都ブルガスの南東24キロメートル、ブルガリアの黒海沿岸最大の湾であるブルガス湾の南岸に位置する。1951年以前はスヴェティ・ニコラ（聖ニコラス）という町名だった。現在の町名は「黒海の男」という意味である。
かつては村だったが、リゾート地としてインフラを整備するなかで人口が増加し、町となる要件を満たしたため、2009年12月2日に町制施行した。小学校が1校と幼稚園が1つ、文化センターが1つある。
ストランジャ山の北のふもとにあたり、北にエミネ岬、南にはアルクティノ沼沢地がある。チェルノモレツの東南にある町ソゾポルは、同じくリゾート地として知られる。東の沖合に、ブルガリア最大の島である聖イヴァン島がある。

## ギャラリー

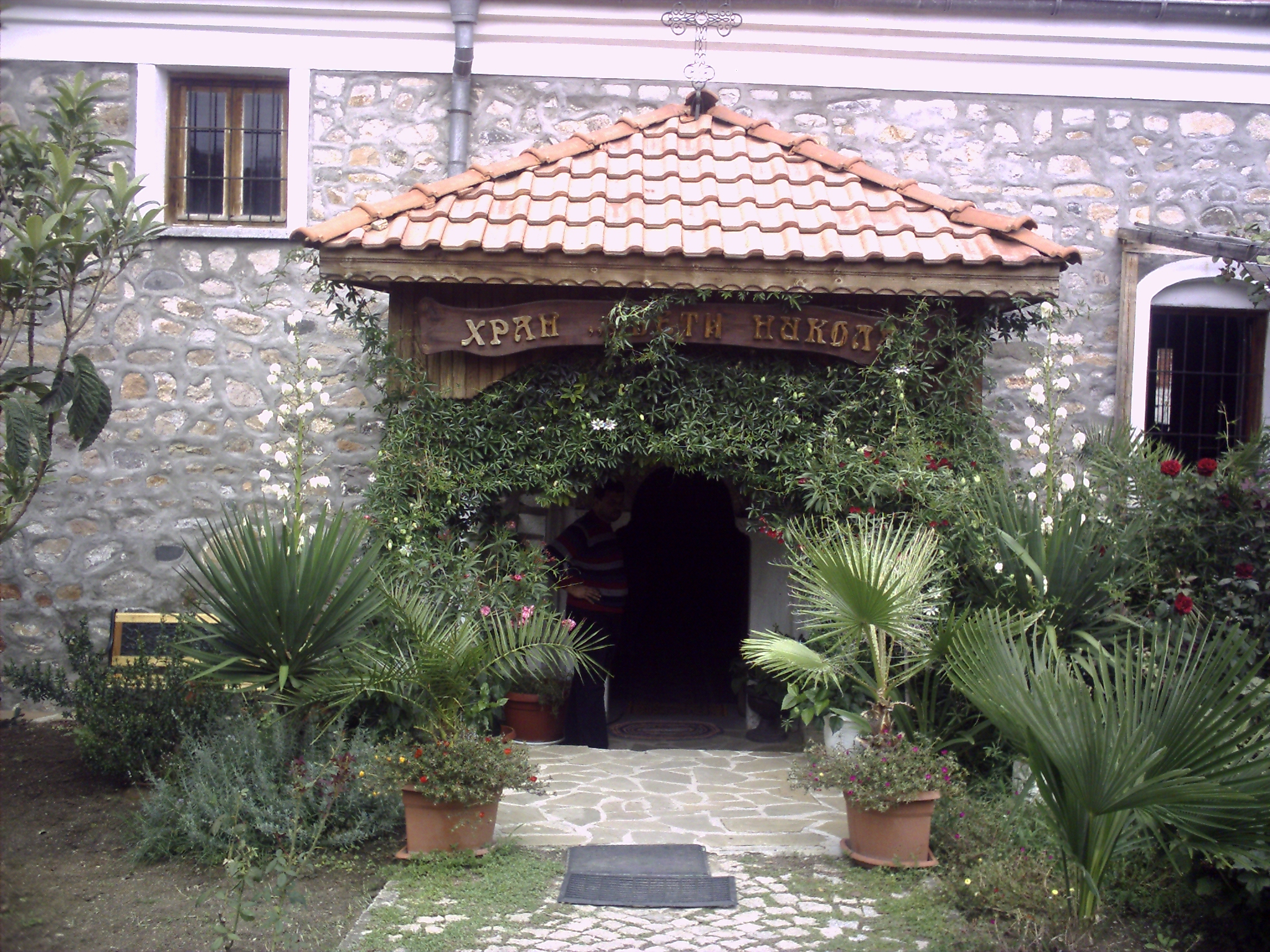
聖ニコラス教会
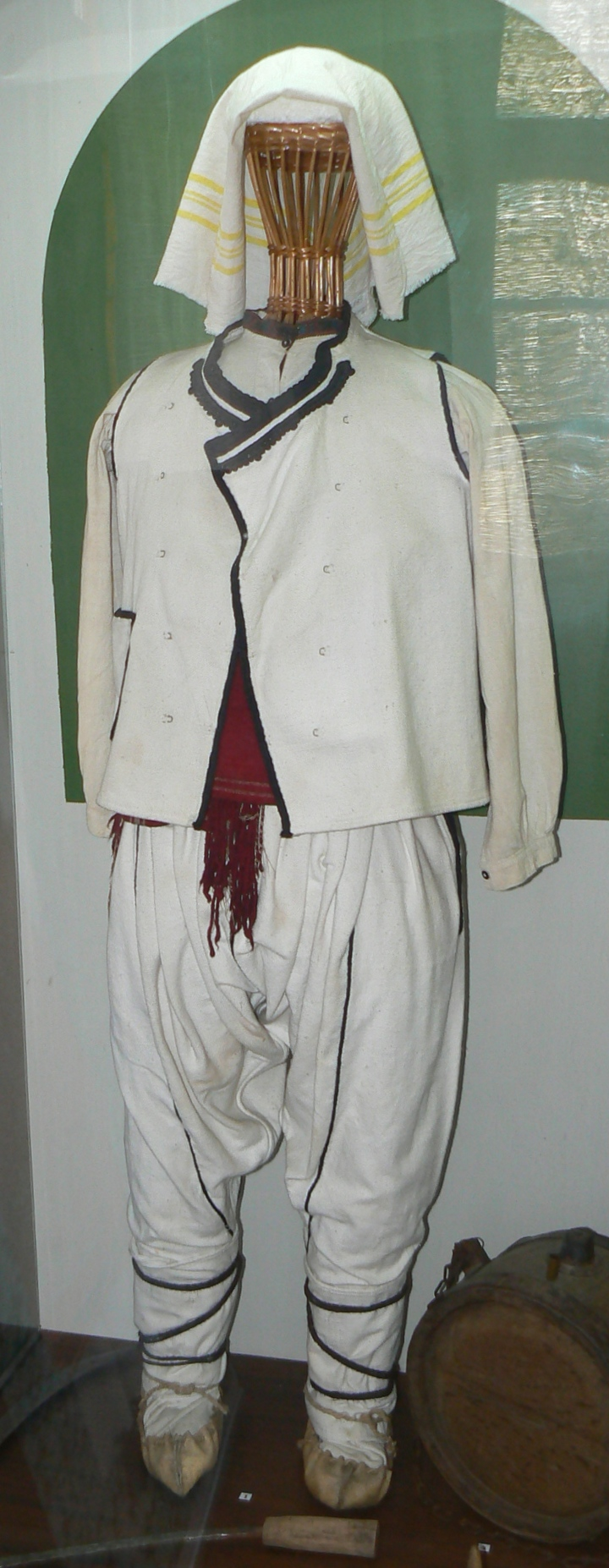
村の男性の伝統的な民族衣装
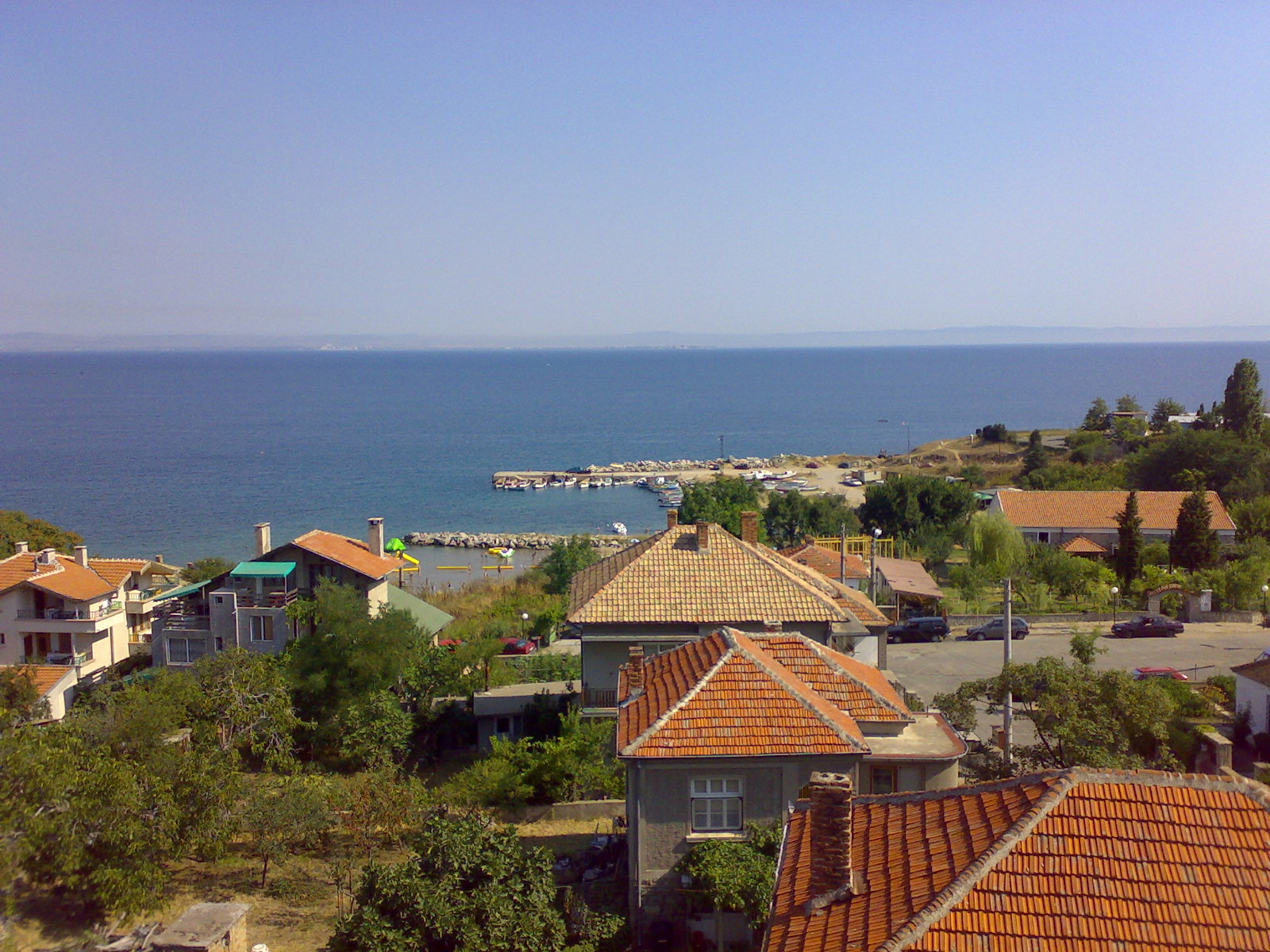
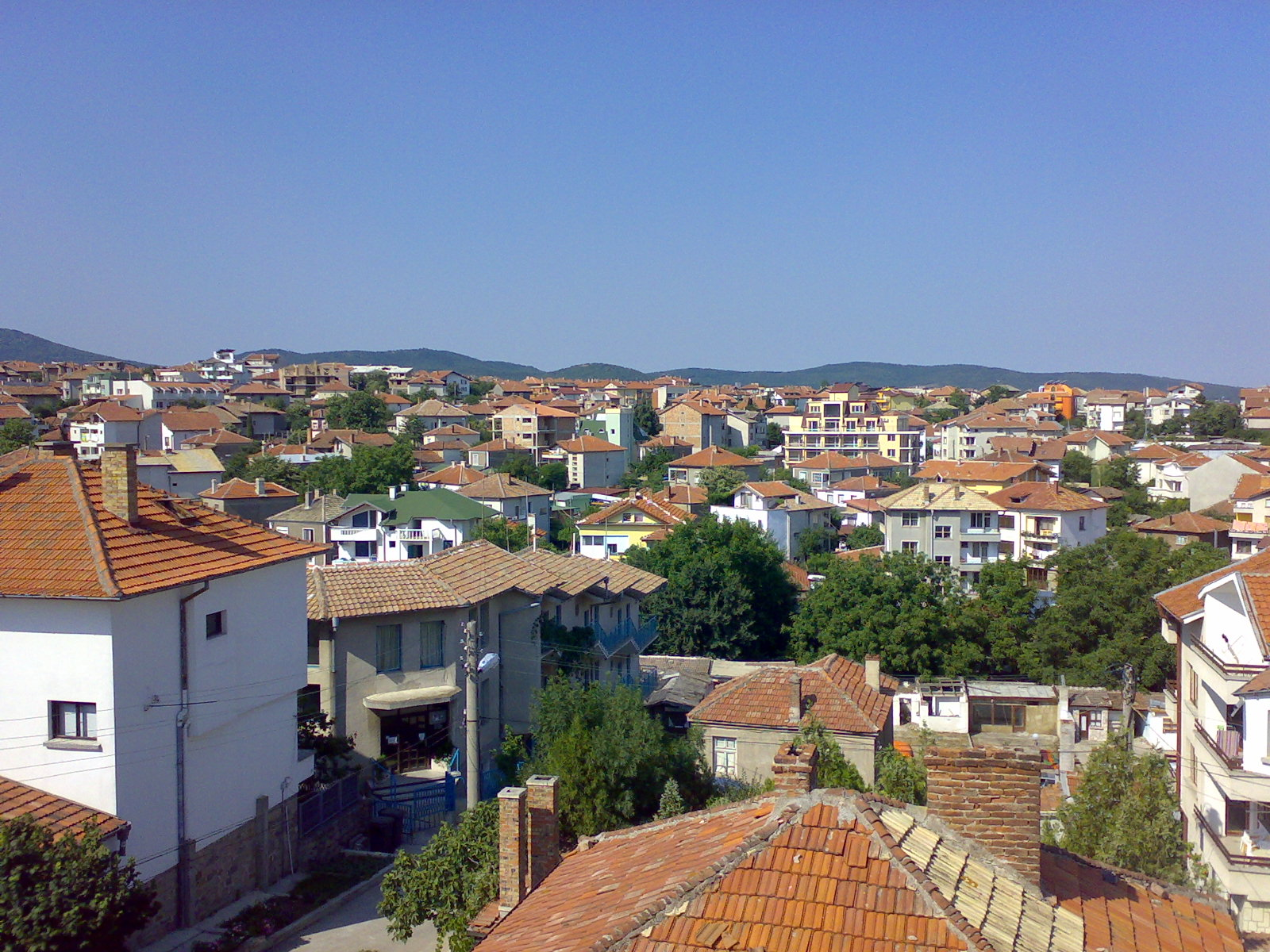